# Balassagyarmat díszpolgárainak listája
Balassagyarmat díszpolgára címet a város képviselő-testülete ítéli meg évente, és osztja ki a városi ünnepnapon, január 29-én a Balassagyarmatért emlékéremmel együtt.

## 1969–1991

Jobbágy Károly

- Vaszilij Mitrofanovics Ljubimov (1969)
- Kovács P. István (1969)
- dr. Kenessey Albert (1970)
- dr. Bartha Elemér (1970)
- Böjtös Sándor (1970)
- Lombos Márton (1978)
- Ligeti Lajos (1979)
- Jobbágy Károly (1981)
- dr. Esze Tamás (1983)
- Farkas András (1990)

## 1992-től

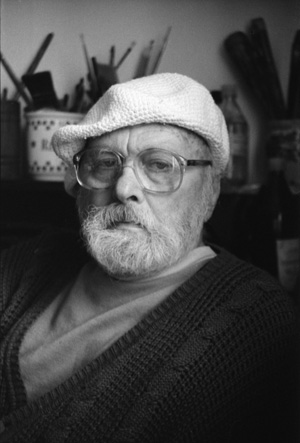
Szabó Vladimir

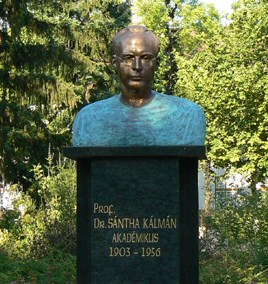
Sántha Kálmán mellszobra Debrecenben

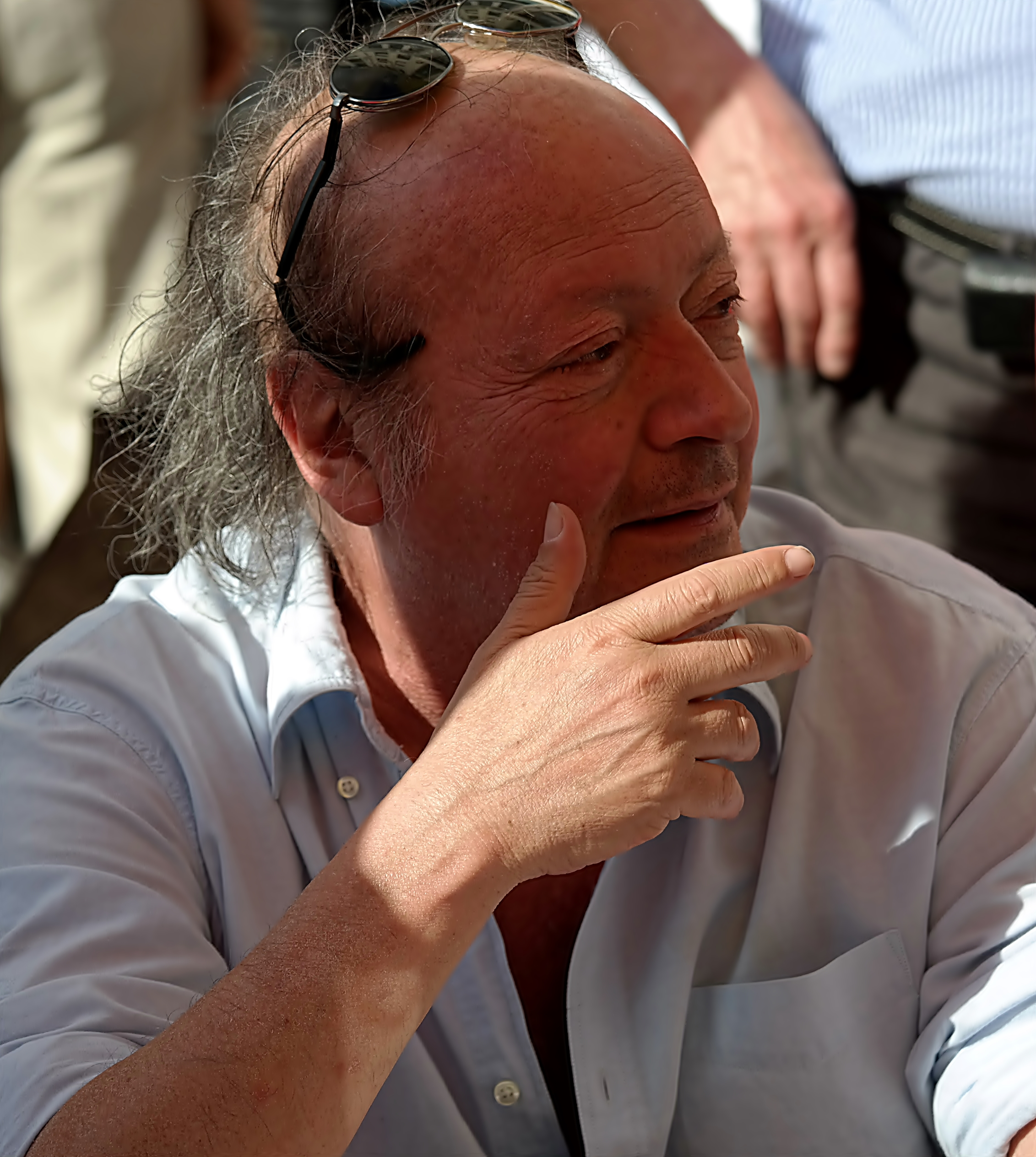
Markó Iván

- Szabó Vladimir (1992)
- Réti Zoltán (1992)
- Dr. Magyar Pál (1992)
- dr. Nyéki Lajos (1993)
- Vizy Zsigmond (1993)
- dr. Szabó Károly (1994)
- Kovalcsik András (1995)
- Reinhard Müller (1996)
- Túrmezei Erzsébet (1996)
- dr. Muraközy Ferenc (1997)
- Kövi Pál (1998)
- Kamarás József (1999)
- Habsburg Etelka (2000)
- Csikász István (2001)
- dr. Kiss Gyula (2001)
- Versényi György (2002)
- Párkányi Raab Péter (2003)
- Szabó József (2003)
- dr. Sántha Kálmán (2004)
- dr. Vass Miklós (2005)
- Urbán Árpád (2006)
- Reiter László (2006)
- dr. Daróczi Gusztáv (2007)
- Markó Iván (2007)
- dr. Bartal Gábor (2008)
- dr. Ibrányi Endre (2008)
- Jagyutt Péter (2009)
- Nagy Imre (2010)
- Kovács Ferenc (2011)
- Veres Gábor (2012)
- dr. Budai István (2013)
- dr. Szabó Géza (2014)
- dr. Csekey László (2015)
- Csemniczky Zoltán (2016)
- Ember Csaba (2016)
- Oravecz Tibor (2017)
- dr. Szabó András (2018)